# پراخت
پراخت (به آلمانی: Pracht) یک شهر در آلمان است که در راینلاند-فالتس واقع شده‌است.

## خصوصیات
پراخت ۱٬۶۱۹ نفر جمعیت دارد.